# Kleine Munte
De Kleine Munte is een voormalig waterschap in de Nederlandse provincie Groningen.
Het schap lag ten westen van Muntendam, in pal ten noorden van de Nieuweweg en ten oosten van de Daaleweg. De polder had een molen die uitsloeg op hetzelfde afwateringskanaal als die van de Tripscompagnie Oostkant. 
Waterstaatkundig gezien ligt het gebied sinds 2000 binnen dat van het waterschap Hunze en Aa's.

## Naam
Het waterschap is genoemd naar het riviertje de Munte. De aanduiding kleine verwijst naar de grotere buurman, het waterschap de Munte.

## 1967
In 1967 worden de taken van het (grote) waterschap de Munte overgenomen door het waterschap Oldambt. De Munte houdt dan feitelijk op te bestaan. Een klein deel echter watert af via het Winschoterdiep en wordt daarom niet overgenomen. Volgens het Groninger archief gaat dit deel over naar de Kleine Munte. Het is onduidelijk wat wordt bedoeld, omdat het waterschap Kleine Munte immers al vanaf 1930 niet meer bestaat. Het kan zijn dat feitelijk Tripscompagnie Oostkant wordt bedoeld. Het kan ook zijn dat het gebied de Kleine Munte wordt genoemd, maar feitelijk onder geen schap valt. In dat geval wordt het 22 jaar niet beheerd, tot het in 1989 binnen Gorecht komt te liggen. 